# 劉應祥
劉應祥，字云皋，湖南新化人，清朝政治人物，同进士出身。

## 生平
清道光二十四年（1844）登进士，授陕西城固、安康知县，升任宁羌州知州。著有《培桂堂文集》一卷。